# Synema chikunii
Synema chikunii es una especie de araña del género Synema, familia Thomisidae.

## Distribución
Esta especie se encuentra en Japón.

## Taxonomía
Fue descrita por Ono en 1983.
Tratamiento taxonómico
La especie aparece registrada y publicada en Eine neue Japanische Synaema-Art (Araneae: Thomisidae). Acta Arachnologica 31: 59–63.